# Обсерватория Арчетри
Обсерватория Арчетри — астрономическая обсерватория, основанная во Флоренции в 1807 году на базе учебных курсов Музея естественной истории. С 1872 года находится в Арчетри, пригороде города. Подчиняется Национальному институту астрофизики.

## История
Обсерватория была создана на базе Музея естественной истории и физики, когда в 1807 году в музее были учреждены учебные курсы, в том числе и по астрономии. В том же году начались первые астрономические наблюдения. 
В 1864 году Джованни Баттиста Донати предложил перенести обсерваторию в более благоприятное место для наблюдений, где нет светового загрязнения и вибрации земли от лошадей. Было выбрано место на вершине холма Арчетри, неподалёку от виллы «Джойелло», где под надзором инквизиции провёл последние годы своей жизни Галилео Галилей. В 1869 году начались работы по строительству нового здания, названного Рodere Cappella. Открытие обсерватории состоялось 27 октября 1872 года.
С 1921 года обсерватория стала астрофизической. В 1924 году была построена башня высотой 25 метров для солнечного телескопа, оборудованного спектрографом и спектрогелиографом с фокусным расстоянием 4 метра.

## Инструменты обсерватории
- Солнечная башня — спектрогелиограф (F=4ми)
- 37-см рефлектор + призма
- 2 телескопа по 30-см с призмами

## Направления исследований
- Точные определения географических координат и времени
- Метеорология
- Астрометрия звезд, комет
- Затмения
- Покрытия
- Изучения комет
- Изучения планет
- Солнце
- Звездная астрономия
- Спектроскопия
- Адаптивная оптика (XX—XXI век)

## Достижения
- Открытие нескольких комет (Жан-Луи Понс, Джованни Баттиста Донати, Эрнст Темпель).
- Первые спектральные исследования комет и звезд (Джованни Баттиста Донати)
- Участие в современных проектах (в основном по адаптивной оптике):
  - Обсерватория MMT — телескоп 6,5 метра
  - Большой бинокулярный телескоп
  - Telescopio Nazionale Galileo (англ.)
  - Very Large Telescope
  - Gornergrat Infrared Telescope (англ.)

## Руководители
- 1807—1829 — Доменико де Векки
- 1829—1831 — Жан-Луи Понс
- 1831—1859 — Джованни Баттиста Амичи
- 1859—1873 — Джованни Баттиста Донати
- 1873—1893 — должность была вакантна. В должности помощника работал Эрнст Темпель до своей смерти в 1889 году.
- 1894—1921 — Антонио Абетти
- 1921—1953 — Джорджо Абетти
- 1953—1978 — Гульельмо Ригини[1]
- с 1978 — Франческо Палла[2]

Сотрудником обсерватория являлась Маргерита Хак.